# Caleschara
Caleschara är ett släkte av mossdjur. Caleschara ingår i familjen Calescharidae.
Kladogram enligt Catalogue of Life:
| Caleschara | \| \| Caleschara denticulata \| \| \| \| \| \| Caleschara junctifera \| \| \| \| \| \| Caleschara mexicana \| \| \| \| \| \| Caleschara minuta \| \| \| \| |
|            | \| \| Caleschara denticulata \| \| \| \| \| \| Caleschara junctifera \| \| \| \| \| \| Caleschara mexicana \| \| \| \| \| \| Caleschara minuta \| \| \| \| |
|            | Coronellina |
|            | |
|            | Tretosina |
|            | |
|            | Caleschara denticulata |
|            | |
|            | Caleschara junctifera |
|            | |
|            | Caleschara mexicana |
|            | |
|            | Caleschara minuta |
|            | |

|  | Caleschara denticulata |
|  |                        |
|  | Caleschara junctifera  |
|  |                        |
|  | Caleschara mexicana    |
|  |                        |
|  | Caleschara minuta      |
|  |                        |